# Полянка (Восточно-Казахстанская область)
Полянка (каз. Полянка) — упразднённое село в Бескарагайском районе Восточно-Казахстанской области Казахстана. Входило в состав Ерназарского сельского округа. Исключено из учётных данных в 2017 г. Код КАТО — 633651400.

## Население
В 1999 году население села составляло 54 человека (32 мужчины и 22 женщины). По данным переписи 2009 года, в селе проживало 19 человек (12 мужчин и 7 женщин).